# 낯선 사람
《낯선 사람》은 SBS에서 2013년 11월 3일에 방영된 2부작 드라마이다. SBS가 시네드라마를 통해 KBS와 MBC에 이어 단막극 부활을 알리며, 《세 번 결혼하는 여자》의 준비가 늦어지면서 특집극 형태로 편성되었다. 분단된 현실을 배경으로 삼아 무겁지 않게 웃음과 감동이 있게 풀어나갔다.

## 줄거리
북한 고위층 간부의 아들인 영호는 여동생을 만나러 갔다가 교통사고를 당해 의도치 않게 탈북자가 되어 한국생활을 시작하게 된다. 정부에서 마련해준 집에 머무르게 된 영호는 형사와 약속 때문에 집을 나서다 윤희를 처음 만난다.

## 등장 인물
- 정은우 : 영호 역
- 홍아름 : 윤희 역
- 서동원
- 강신일 : 형사 역
- 이한위
- 고인범
- 조우리
- 박효준
- 전재형
- 김구택
- 이용직
- 김강일 : 탈북 브로커 역
- 김원해
- 라윤찬
- 송옥숙
- 이기영
- 우용희 : 웨이터 역